# Logan R. Frazee
Logan R. Frazee (* 29. Dezember 1913; † 9. Februar 1996) war ein US-amerikanischer Special-Effects-Künstler.

## Leben und Werk
Logan R. Frazee war bereits 25 Jahre lang zusammen mit A. D. Flowers und Joe Zomar als Special-Effects-Künstler beim Film tätig, bevor er namentlich in Filmen erwähnt wurde. Zum Beispiel wirkte er 1956 an dem Film Alarm im Weltall mit. Genannt wurde er ab 1968 in Filmen wie Die Teufelsbrigade oder Die Brücke von Remagen. Zu dieser Zeit agierte er auch als Special-Effects-Supervisor. Er war für die Special-Effects in Filmen wie Little Big Man, Charlie und die Schokoladenfabrik, Chinatown, Flammendes Inferno oder French Connection II verantwortlich. Er arbeitete dabei auch mit seinen Söhnen Logan Z. Frazee und Terry D. Frazee zusammen, unter anderem 1979 in 1941 – Wo bitte geht’s nach Hollywood. Für diesen Film entwickelte er zusammen mit A. D. Flowers ein Gerät, mit dem Flugfiguren von Modellflugzeugen für Filmaufnahmen kontrolliert werden können. Dafür erhielten die beiden bei der Oscarverleihung 1980 einen Oscar für technische Verdienste.
Nachdem er sich 1979 aus dem Filmgeschäft zurückgezogen hatte, zog er 1979 mit seiner Frau Helen, mit der er von 1934 bis zu seinem Tod verheiratet war, und der Familie seines Sohns Logan nach Murrieta.

## Filmografie (Auswahl)
- 1968: Die Teufelsbrigade (The Devil’s Brigade)
- 1969: Die Brücke von Remagen (The Bridge at Remagen)
- 1970: Die Bestialischen (The Animals)
- 1970: Little Big Man
- 1971: Charlie und die Schokoladenfabrik (Willy Wonka & the Chocolate Factory)
- 1971: El Capitano (Something Big)
- 1972: Die Professionals (Prime Cut)
- 1973: Der Sohn des Mandingo (Slaughter’s Big Rip-Off)
- 1974: Chinatown
- 1974: Flammendes Inferno (The Towering Inferno)
- 1975: French Connection II
- 1976: Buffalo Bill und die Indianer (Buffalo Bill and the Indians, or Sitting Bull’s History Lesson)
- 1977: Schwarzer Sonntag (Black Sunday)
- 1977: Es brennt an allen Ecken (Fire Sale)
- 1977: Der größte Liebhaber der Welt (The World’s Greatest Lover)
- 1979: 1941 – Wo bitte geht’s nach Hollywood (1941)

Anmerkung: Da sowohl Logan R. Frazee als auch sein Sohn Logan Z. Frazee oft einfach unter dem Namen „Logan Frazee“ auftraten, werden ihre Filmografien häufig vermischt, wie zum Beispiel in der IMDb.